# عباس ریاضی کرمانی
عباس ریاضی کرمانی (زاده مهر ۱۲۸۶ خورشیدی در کرمان – درگذشته ۱۴ اسفند ۱۳۶۷)

## زندگی‌نامه
استاد نجوم دانشگاه تهران به سال ۱۲۸۶ در کرمان متولد شد. تحصیلات ابتدایی را در کرمان و تحصیلات عالی را در دارالمعلمین عالی تهران و فرانسه سپری کرد و از دانشگاه سوربن دکترای نجوم گرفت. وی پس از مراجعت به ایران، از سال ۱۳۱۷ش در دانشکدهٔ علوم و دانشسرای عالی و سایر مؤسسات آموزش عالی به تدریس پرداخت. وی از جمله اساتید برجسته دانشگاه بود که از سال ۱۳۳۴ اقدام به تهیه و ارائه تقویم ایران کرد و تا سال ۱۳۶۷ش تقویم رسمی ایران را محاسبه کرد که به نام او منتشر می‌شد. از او در زمینه نجوم و ریاضی تالیفات عدیده ای بجا مانده‌است؛ از جمله تألیفات وی: «هیئت نجوم»؛ «مقدمه بر نجوم عالی و مثلثات کروی» و «سررسید نامه» می‌باشد. وی در تهران وفات یافت.
انجمن ریاضی ایران به مقالات برتر ارائه شده در کنفرانس‌های سالانه ریاضی کشور جایزه‌ای به عنوان جایزه عباس ریاضی کرمانی اهدا می‌کند.
پسر وی مهدی ریاضی کرمانی دارای دکترای برنامه‌ریزی حمل و نقل و ترافیک و بنیانگذار و رئیس جامعه مهندسان مشاور حمل و نقل ایران می‌باشد.